# Il fortunato inganno

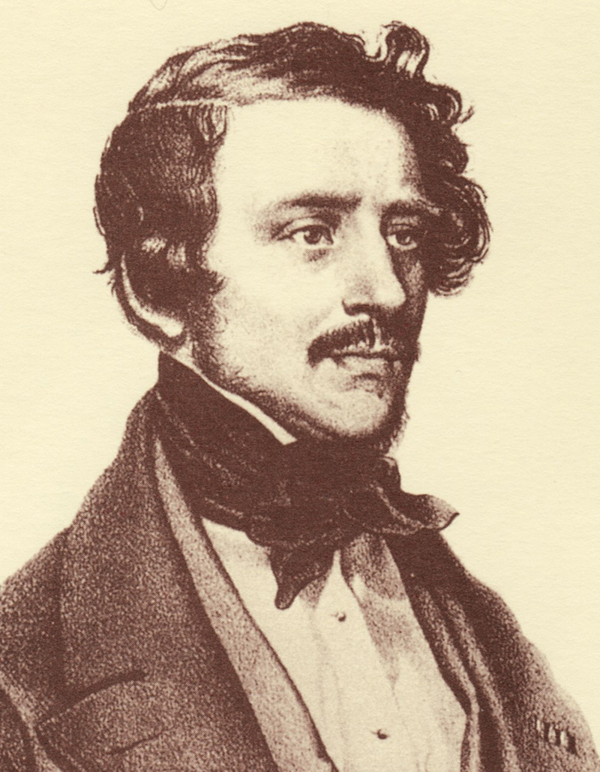
Gaetano Donizetti.

Il fortunato inganno är en opera buffa i två akter med musik av Gaetano Donizetti och libretto av Andrea Leone Tottola. Operan hade premiär den 3 september 1823 på Teatro Nuovo i Neapel. Verket blev ingen succé och försvann snabbt från repertoaren.

## Historia
Donizetti komponerade operan sommaren 1823, samtidigt som repetitionerna av Alfredo il grande pågick på Teatro San Carlo. Operan framfördes endast tre gånger och sågs därefter inte på många år. 1998 sattes operan upp vid Festival della Valle d'Itria, en föreställning som spelades in.
Operans musiknummer åtskiljs av talad dialog.

## Personer
| Roller                                                              | Stämma      | Premiärbesättning 3 september 1823 |
| ------------------------------------------------------------------- | ----------- | ---------------------------------- |
| Lattanzio Lattrughelli, primo buffo och ledare för ett sångsällskap | basso buffo | Carlo Casaccia                     |
| Aurelia, hans hustru, prima donna och ledande aktris                | sopran      | Teresa Melas                       |
| Ortensio Franceschetti, en överste                                  | bas         | Giuseppe Fioravanti                |
| Edoardo, en kavallerilöjtnant, hans brorson                         | tenor       | Marco Venier                       |
| Eugenia, Lattanzios elev och Aurelias brorsdotter                   | soprano     | D'Auria                            |
| Fulgenzia del Folletto, seconda donna                               | soprano     |                                    |
| Fiordelisa, aktris                                                  | mezzosopran |                                    |
| Bequadro, sällskapets dirigent                                      | bass        |                                    |
| Vulcano, sällskapets poet                                           | tenor       |                                    |
| Biscaglino, sällskapets bas                                         | bas         |                                    |
| Ascanio, Lattanzios tjänare                                         | bas         |                                    |
| Sällskapets kör                                                     |             |                                    |

## Handling
Operan utspelas i Italien, någon gång under 1800-talet.
Lattanzio Lattrughellis operasällskapet är i färd med att repetera ett nytt verk. Hans hustrus brorsdotter Eugenia är förälskad i den unge kavallerilöjtnanten Edoardo, som älskar henne också. Men hans farbror, överste Franceschetti, vägrar att gå med på äktenskapet mellan hans brorson och en aktris. Eugenias faster Aurelia klär ut sig till grevinna och lurar översten att hon älskar honom. Därmed går han samtidigt med på att de unga tu ska få varandra. När han inser att han har blivit lurad blir han först rasande men går sedan med på giftermålet. 